# سس نان

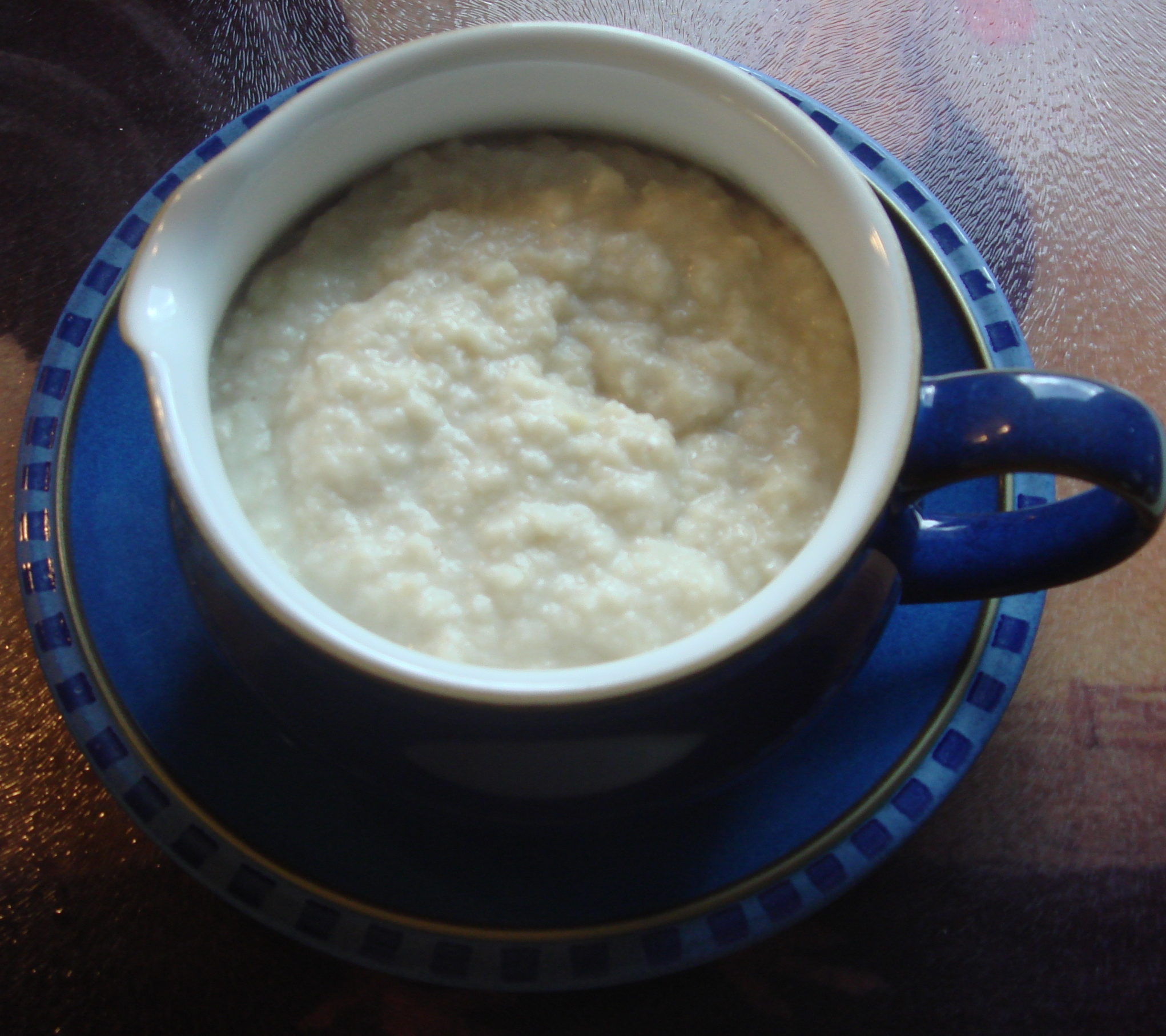
سس نان

سس نان (به انگلیسی: Bread sauce) نوعی سس غلیظ انگلیسی است که از ترکیب خرده‌های نان، شیر، پیاز، خامه و ادویه‌جات گوناگون که معمولاً شامل میخک نیز می‌شود تهیه می‌گردد. سس نان معمولاً همراه با غذاهای تهیه شده از گوشت سفید و گوشت پرندگان وحشی شکار شده سرو می‌شود.